# Pekanbaru
Pekanbaru (alternativt Pekan Baru eller Pakanbaru) är en stad på centrala Sumatra i Indonesien. Den är administrativ huvudort för provinsen Riau och har lite mer än 1,1 miljoner invånare.